# Victor Wooten
Victor Lemonte Wooten (Hampton, 11 settembre 1964) è un bassista statunitense, fra i più celebrati di ogni tempo.

## Biografia
Nato in Virginia (USA), venne iniziato precocemente alla musica dalla propria famiglia; all'età di tre anni, Victor formò, con i suoi fratelli, il gruppo "The Wootens". Alla data della sua prima esibizione con i fratelli, Victor aveva solo cinque anni. Successivamente ebbe modo di formare i propri eclettici gusti musicali, assimilando l'anima soul di James Brown e allo stesso tempo la tecnica innovativa dei Weather Report, in cui negli anni settanta militava il celeberrimo Jaco Pastorius, l'artista che, più di ogni altro, ha elevato il basso elettrico a strumento solista, segnandone la storia in maniera indelebile.

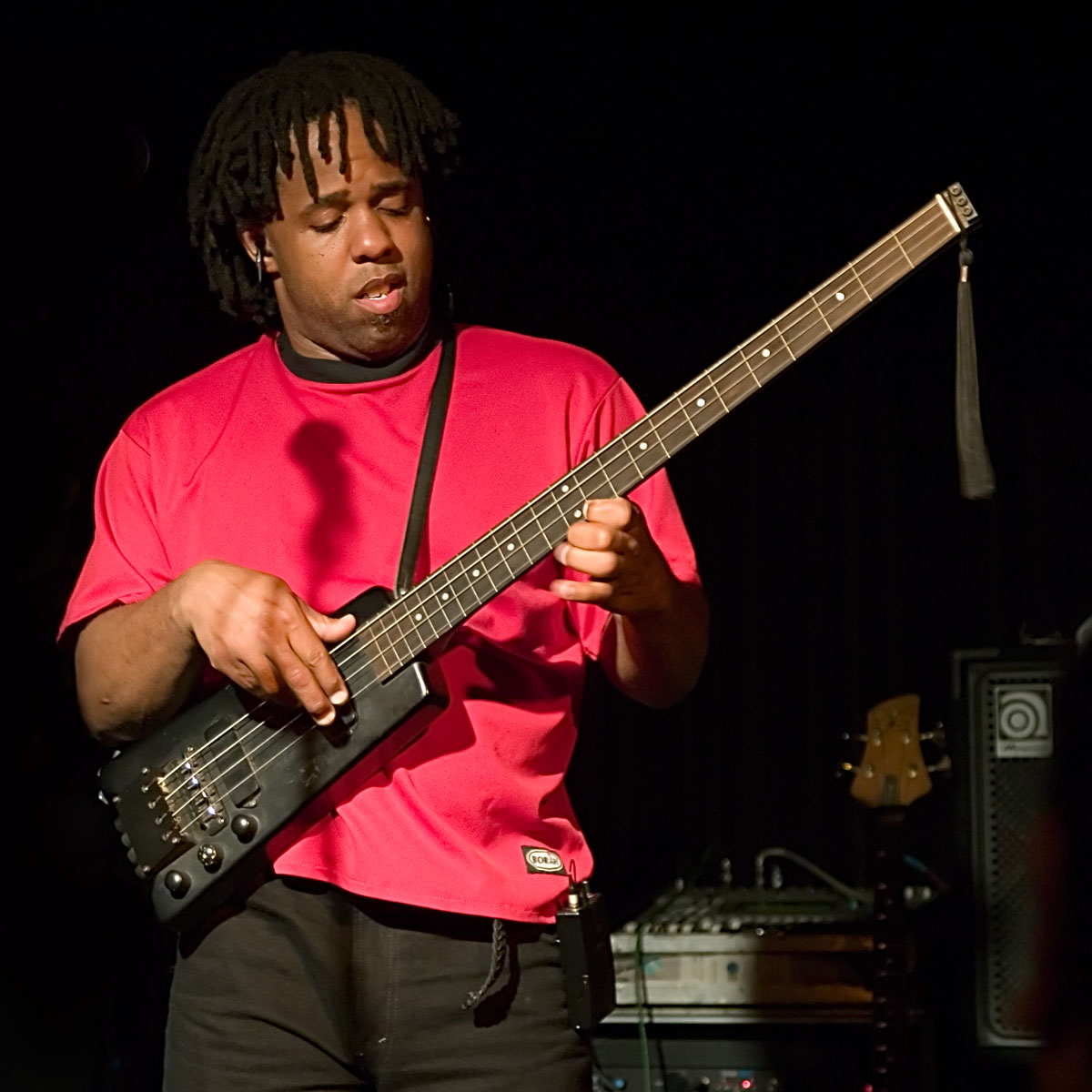
Victor Wooten nel 2006

Sotto l'influenza dello stesso Pastorius e di altri bassisti di calibro, come Stanley Clarke, Wooten ebbe modo di approfondire diverse collaborazioni, prevalentemente nell'ambito del rock, prima di dedicarsi alla carriera solista. Nei suoi dischi, quasi sempre interamente strumentali, la tecnica viene elevata all'ennesima potenza dall'artista. In un contesto che può essere definito sommariamente funky-jazz, Wooten cerca l'impatto ritmico, nel contempo concedendosi a virtuosismi. Malgrado l'utilizzo di un'ampia serie di tecniche esecutive, Victor è divenuto famoso per l'aver creato numerose varianti allo slap (vedi Open Hammer Pluck), una particolare tecnica percussiva utilizzata principalmente nella musica fusion.
Di notevole spessore sono i duetti "sperimentali" con un altro bassista di fama, Steve Bailey, con il quale ha registrato alcune pregevoli incisioni, dove i due strumenti riescono a fondersi ed integrarsi alla perfezione. Dal 1988 collabora stabilmente col gruppo fusion Béla Fleck and the Flecktones. Il gruppo è composto da musicisti di notevole spessore tecnico quali: Béla Fleck al banjo, Jeff Coffin al sassofono, Future Man (fratello dello stesso Victor) al Drumitar (una strana batteria elettronica da lui stesso inventata). Da segnalare la collaborazione con Dennis Chambers e Greg Howe con i quali ha composto il disco Extraction.
Nel 2008 nasce il progetto S.M.V. insieme a Stanley Clarke e a Marcus Miller che ha dato alla luce il loro primo album, Thunder, pubblicato nell'agosto 2008 e seguito da un tour mondiale durato alcuni mesi..

## Strumentazione
Wooten suona quasi sempre bassi Fodera, di cui ha un modello dedicato. Il suo basso Fodera più famoso, un Monarch del 1983 che lui ritiene essere il 'numero 1', monta un ponte con tremolo della Kahler modello 2400. I bassi Fodera 'Yin Yang' (co-progettati da Wooten e creati per lui) incorporano il simbolo dello Yin Yang (che Wooten usa in diversi contesti) e attorno ad esso sono stati progettati. Il simbolo è creato utilizzando due pezzi di legno verniciato (Ebano e Agrifoglio ad esempio), uniti assieme.
Oltre a suonare il basso elettrico (sia fretted che frettless) e il contrabbasso, suona anche il violoncello nelle scuole superiori e, solo occasionalmente, con i Flecktones, come nel tour 'Sword and Stone/Words and Tones' del 2012.

## Discografia

### Da solista
- 1996 - A Show of Hands
- 1997 - What Did He Say?
- 1999 - Yin-Yang
- 2001 - Live in America
- 2005 - Soul Circus
- 2008 - Palmystery
- 2011 - A Show of Hands - 15
- 2012 - Sword and Stone
- 2012 - Words and Tones (Vocal CD)

### Con Bass Extremes
- 1998 - CookBook
- 2000 - Just Add Water

### Con The Wootens
- 1985 - The Wootens

### Con Greg Howe
- 2003 - Extraction

### Con Vital Tech Tones (Scott Henderson e Steve Smith)
- 1998 - Vital Tech Tones
- 2000 - Vital Tech Tones 2

### Con S.M.V.
- 2008 - Thunder